# Рутилий Клавдий Намациан
Рутилий Клавдий Намациан (на латински: Rutilius Claudius Namatianus; * Южна Галия), наричан „Рутилий“, е късноримски поет през 5 век. Автор е на латинската поема De Reditu Suo, в което описва своето морско пътешествие с кораб по брега на морето от Рим до Галия през 416 г. Стихотворението е от исторически характер в две книги, от което са останали само 700 верси.
Произлиза от Южна Галия, вероятно от Тулуза или Поатие от водеща фамилия. Баща му Lachanius е бил управител на Тусция, comes sacrarum largitionum, квестор и 414 г. praefectus urbi на града.
Той е в Рим държавен секретар (magister officiorum) и управител (praefectus urbi) на столицата. В кръга е около големия оратор Квинт Аврелий Симах.